# البطولة الوطنية للرأس الأخضر 2001
البطولة الوطنية للرأس الأخضر 2001 (بالبرتغالية: Campeonato Cabo-Verdiano de Futebol de 2001) هو موسم من البطولة الوطنية للرأس الأخضر. كان عدد الأندية المشاركة فيه 7، وفاز فيه CD Onze Unidos ‏.